# J'ai été diplômé, mais...
Pour plus de détails, voir Fiche technique et Distribution.
J'ai été diplômé, mais... (大学は出たけれど, Daigaku wa deta keredo) est un film muet japonais réalisé par Yasujirō Ozu, sorti en 1929. Le film est aujourd'hui en grande partie disparu, il n'en subsiste qu'une dizaine de minutes.

## Synopsis
Un jeune diplômé cherche un emploi. On lui en propose un qu'il refuse car selon lui en dessous de ses compétences. Chômeur, il décide de cacher sa situation à sa fiancée et à la mère de celle-ci qui viennent lui rendre visite. La mère repart sans se rendre compte de la situation, mais la fiancée ne tarde pas à découvrir la vérité. Pour subvenir aux besoins du couple, elle commence à travailler dans un bar.

## Fiche technique
- Titre : J'ai été diplômé, mais...
- Titre original : 大学は出たけれど (Daigaku wa deta keredo?)[1]
- Réalisation : Yasujirō Ozu
- Scénario : Yoshio Aramaki et Hiroshi Shimizu
- Directeur de la photographie : Hideo Shigehara
- Société de production : Shōchiku
- Pays d'origine :  Empire du Japon
- Format : noir et blanc - 1,37:1 - Film muet - 35 mm
- Genre : drame
- Durées :
  - Version originale : 70 minutes[1]
  - Version conservée : 11 minutes restantes
- Date de sortie : 
  - Empire du Japon : 6 septembre 1929[2]

## Distribution
- Minoru Takada : Tetsuo Nomoto
- Kinuyo Tanaka : Machiko Nomoto
- Utako Suzuki : la mère
- Kenji Ōyama : Sugimura
- Shin'ichi Himori : le tailleur
- Kenji Kimura : le cadre
- Takeshi Sakamoto : le secrétaire
- Chōko Iida : la propriétaire